# Рівіс Михайло Михайлович
Михайло Михайлович Рівіс (нар. 9 серпня 1970, м. Хуст, Закарпатська область) — український політик. Колишній заступник голови Закарпатської ОДА, голова Закарпатської обласної ради (з 1 грудня 2015 по 7 грудня 2020 року).

## Освіта
Освіта вища, у 1993 році закінчив Львівський політехнічний інститут за спеціальністю «Системи автоматизованого проектування», здобув кваліфікацію інженера-системотехніка. У 2004 році закінчив Ужгородський національний університет за спеціальністю «Правознавство», здобув кваліфікацію юриста.

## Трудова діяльність
Трудову діяльність розпочав інспектором Виноградівської митниці. З 1993 року по 2010 рік працював на різних ділянках роботи Виноградівської та Закарпатської митниці. Перебуваючи на посаді начальника митного поста «Вилок» Закарпатської митниці вступив на заочну форму навчання до Ужгородського національного університету за спеціальністю «Правознавство» та здобув кваліфікацію юриста.
Перебуваючи на державній службі пройшов шлях від інспектора до заступника начальника Виноградівської митниці — начальника служби боротьби з контрабандою та порушенням митних правил.
З квітня по листопад 2010 року працював на посаді начальника відділу митної варти служби боротьби з контрабандою та порушеннями митних правил Виноградівської митниці.
З листопада 2010 року по квітень 2014 року — перший заступник міського голови з питань діяльності виконавчих органів Хустської міської ради.
8 квітня 2014 року призначений на посаду заступника голови Закарпатської обласної державної адміністрації.
1 грудня 2015 — 7 грудня 2020 року — голова Закарпатської обласної ради.